# Miquel Montserrat de Guardiola i de Terrades

## Biografia
Miquel Guardiola va néixer al segle xvi, probablement a Barcelona.
Donzell, Doctor en dret civil i eclesiàstic, Catedràtic de Cànons, i Jutge de l'Audiència entre 1584 i 1598.
Va ser nomenat rector de la Universitat de l'Estudi General, càrrec que va exercir entre el 20 de setembre de 1572 i el 31 de juliol de 1574 i després va ser conseller del rector entre 1574 i 1576.
L'any 1579 deixà la docència per dedicar-se a la carrera de l'administració reial. Fou jutge de l'Audiència entre 1584 i 1598, i el 1598 fou nomenat Regent del Consell d'Aragó. Ocupant aquest càrrec assistí a les Corts de Barcelona de l'any 1599 com a representant del braç reial i en la solemne cloenda del qual fou ascendit a la categoria de noble el dia 13 de juliol.
Va morir a finals del segle XVI o a principis del segle xvii.

## Publicacions
- Guardiol Terrades, Miquel Montserrat. Memoriale in iure pro nobili D.D. Monserrato de Guardiola in Supremo Aragonum Consilio Regente meritissimo. Barcinone: s.n., 1599. Disponible a: CCPBC Catàleg Col·lectiu del Patrimoni Bibliogràfic de Catalunya.